# NGC 6112
NGC 6112 ist eine 14,4 mag helle elliptische Galaxie vom Hubble-Typ E2 im Sternbild Corona Borealis am Nordsternhimmel. Sie ist schätzungsweise 423 Millionen Lichtjahre von der Milchstraße entfernt und hat einen Durchmesser von etwa 125.000 Lichtjahren.
Im selben Himmelsareal befinden sich u. a. die Galaxien NGC 6108, NGC 6109, NGC 6110 und NGC 6114.
Das Objekt wurde am 7. Juli 1880 von Édouard Stephan entdeckt.